# Ludwik Kazimierz Orthwein
Ludwik Kazimierz Orthwein (ur. 5 lipca 1902 r. w Warszawie, zm. 9 lipca 1999 r. w Warszawie) – polski przedsiębiorca i armator.
Urodził się w rodzinie o korzeniach austriacko-niemieckich. 
W 1920 roku porzucił szkołę i ochotniczo wstąpił do wojska, otrzymując przydział do Marynarki Wojennej; pełnił służbę w I Batalionie Morskim skoszarowanym w Pucku. W tym samym roku wstąpił na Wydział Nawigacyjny Szkoły Morskiej w Tczewie, w której kontynuował naukę przez trzy lata. Następnie przez dwa lata studiował historię na Uniwersytecie Warszawskim. W 1930 r. uzyskał absolutorium w Wyższej Szkole Handlowej. 
W latach 1927–1932 pracował w Państwowym Instytucie Eksportowym, później przeprowadził się do Paryża, gdzie „prowadził studia i obserwacje nad współczesną sztuką”. 
W 1936 roku przeniósł się do Gdyni. W 1937 r. wziął udział w przedsięwzięciu rybackim, mającym na celu połów homarców na wodach duńskich. 
Był udziałowcem i dyrektorem spółki „Ławica” – Rybołówstwo Dalekomorskie i Żegluga Sp. z o.o. w Gdyni, która eksploatowała trawler „Ławica I”. 
Wojnę przeżywał początkowo na Litwie, a następnie latem 1941 roku powrócił do Warszawy i zajął się handlem obrazami. W czasie powstania warszawskiego Niemcy wywieźli go wraz z rodziną do obozu pracy pod Hamburgiem. Po wojnie pracował w Bremie na rzecz armii amerykańskiej. 
W styczniu 1946 r. wrócił do Gdyni, gdzie reaktywował firmę „Ławica”, obejmując jej kierownictwo. Został także udziałowcem trzech spółek: Bałtyckiej Kompanii Handlu Zagranicznego, Towarzystwa Handlowego i Przemysłowego „Morgan” oraz Puckiej Wytapialni i Rafinerii Tranu. 
Po upaństwowieniu firmy „Ławica” opuścił Wybrzeże i osiadł w Warszawie. Następnie pracował w Polskiej Akademii Nauk, publikując dzieła historyczne i socjologiczne, m.in.:
- Spółdzielnia "Ład" w latach przedwojennych i po wojnie: przyczynek do zagadnienia kultury mieszkania (1957);
- Blok Zawodowych Artystów Plastyków: (historia jednego stowarzyszenia artystycznego działającego w Warszawie w latach 1934–1939) (1958);
- Teoria i praktyka pierwszych socjalistów polskich (1958);
- Wczoraj i dziś wsi francuskiej (1959);
- Przemiany kulturalne i społeczne w podwarszawskim osiedlu Skolimów-Konstancin (1969).